# Батайский район
Батайский район Ростовской области — административно-территориальная единица, существовавшая в РСФСР в 1924—1929 и в 1935 —1939 годах.

## История
Батайский район был образован в 1924 году и входил в Донской округ.
В соответствии с постановлением ВЦИК от 4 марта 1929 года Батайский район был упразднён. Рабочий посёлок Батайск был подчинён Ростовскому-на-Дону городскому совету.
После образования 10 января 1934 года Азово-Черноморского края, рабочий посёлок Батайск (с населением в 36,9 тысячи жителей) находился в административном подчинении Ростовского-на-Дону городского совета.
В 1935 году в составе Азово-Черноморского края был образован Батайский район, в состав которого входили два сельсовета: Койсугский и Кулешовский, а также Батайский поселковый совет. Районным центром вновь стал рабочий посёлок Батайск,выйдя из административного подчинения города Ростова-на-Дону.
С 13 сентября 1937 года в связи с разделением Азово-Черноморского края на Краснодарский край и  Ростовскую область, Батайский район вошёл в состав последней. 
26 февраля 1939 года Батайский район был ликвидирован. Сельсоветы ликвидированного района подчинены: Койсугский — Батайскому городскому совету и Кулешовский — Азовскому райисполкому Ростовской области.